# Военно-воздушные силы Сенегала
Военно-воздушные силы Сенегала (фр. Armee de l'Air du Senegal) — вид вооружённых сил Сенегала.

## История

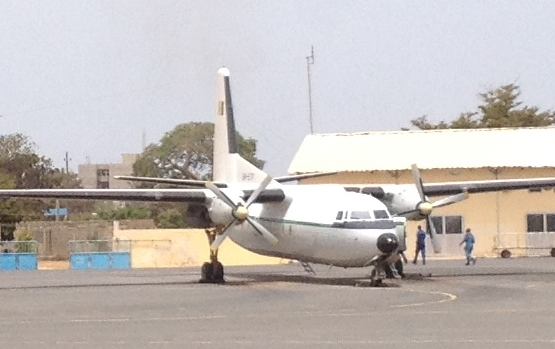
транспортный самолёт F-27 ВВС Сенегала (26 июня 2014)

Создание инфраструктуры для размещения и технического обслуживания авиации на территории в границах Сенегала началось до начала второй мировой войны, когда Сенегал являлся колонией Франции. На северной окраине города Дакар был построен аэродром, который использовался ВВС Франции.
После разгрома и капитуляции Франции летом 1940 года французские колонии оказались изолированными от метрополии, но в дальнейшем территория Сенегала стала опорной базой движения "Сражающаяся Франция" и использовалась странами Антигитлеровской коалиции.
17 марта 1948 года в Брюсселе Англия, Бельгия, Голландия, Франция и Люксембург подписали соглашение о коллективной безопасности и военной помощи, в результате которого был создан Западный союз (первый в послевоенной Европе военно-политический блок закрытого типа). 4 апреля 1949 года Франция стала частью военно-политического блока НАТО - и приняла на себя обязательства осуществлять тыловое обеспечение войск НАТО на своей территории "в мирное и военное время, кризисный период, а также в условиях чрезвычайных ситуаций". В результате, началась реконструкция объектов военной инфраструктуры на территории Сенегала для обеспечения возможности размещения реактивной авиации (длина взлётно-посадочных полос была увеличена).
В 1958 году Сенегал получил статус государства в составе Французского союза, а после получения независимости от Франции летом 1960 года на основе ранее существовавших подразделений французских колониальных войск и местной полиции были созданы вооружённые силы.
Однако и после провозглашения независимости Сенегала 20 августа 1960 года военные базы Франции и контингент французских войск остались на территории Сенегала.
1 апреля 1961 года было принято решение о создании в составе вооружённых сил авиационного подразделения, на вооружение которого в 1963 году поступила первая единица авиатехники - транспортный самолёт C-47B.
Изначально авиационное подразделение входило в состав армии как подразделение армейской авиации («Aviation Légère де l'Armee де Terre»), но позднее оно было преобразовано в военно-воздушные силы. В 1974 году ВВС насчитывали около 200 человек личного состава и несколько транспортных самолётов.
В 1976-1977 гг. на территории страны был один международный аэропорт в столице и несколько аэропортов местного значения, ВВС насчитывали 200 человек личного состава, 17 самолётов и 3 вертолёта.
В 2015 году ВВС насчитывали 750 человек личного состава, 5 боевых самолётов, около 20 самолётов вспомогательной авиации, два боевых вертолёта и 8 транспортных вертолётов.
В мае 2019 года по программе военной помощи из Франции были получены два легкомоторных самолёта Socata TB-30 Epsilon. Кроме того, 15 июля 2016 года был подписан контракт с южнокорейской компанией "KAI" на покупку четырёх легкомоторных самолётов KA-1S (версия учебно-тренировочного самолёта KAI KT-1 Woongbi с прицелом и креплениями для установки вооружения), которые были изготовлены в 2019 году и получены в 2020 году.

## Современное состояние
По состоянию на начало 2022 года ВВС включали 750 человек личного состава, 10 транспортных самолётов (один BN-2T, один C-212-100, два CN-235, два "Beechcraft B-200", два F-27-400M, один Airbus A319 и один Boeing 727-200), 9 учебных самолётов (два KA-1S, один SOCATA Rallye 235 и шесть TB-30), 4 боевых вертолёта типа Ми-24, один многоцелевой вертолёт AW-139 и восемь транспортных вертолётов (два Ми-171, один AS-355F "Écureuil", три "Bell-205/206" и два Ми-2).